# Lete

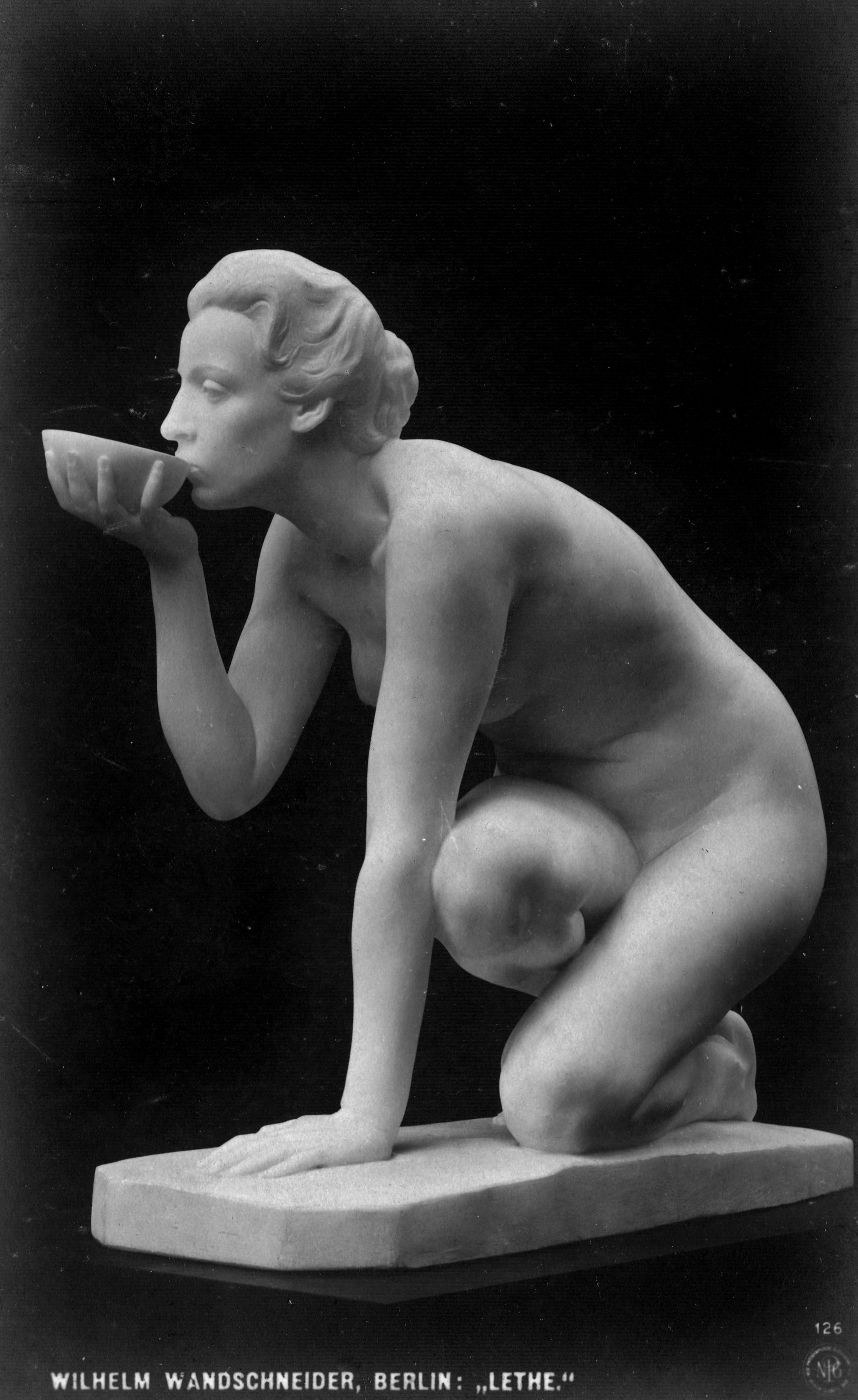
Wilhelm Wandschneider, Lete, 1908

Lete (em grego antigo λήθη; [ˈlεːt̪ʰεː], grego moderno: [ˈliθi]) literalmente significa "esquecimento". Seu oposto é a palavra grega para "verdade" — Aleteia) é um dos rios do Hades na mitologia grega. Aqueles que bebessem de sua água ou, até mesmo, tocassem na sua água experimentariam o completo esquecimento.
Lete é também uma das náiades, filha da deusa Eris, senhora da discórdia, irmã de Algea, Limos, Horcos e Ponos.
Algumas religiões esotéricas ensinavam que havia um outro rio, o Mnemósine, e beber das suas águas faria recordar tudo e alcançar a omnisciência. Aos iniciados, ensinava-se que, se lhes fosse dado escolher de que rio beber após a morte, deveriam beber do Mnemósine em lugar do Lete. Os dois rios aparecem em vários versos inscritos em placas de ouro do século IV a.C. em diante, em Túrio, no sul da península Itálica, e por todo o mundo grego.

## Rio Lete
O rio Lete (do grego Λήθη Lếthê, "esquecimento" ou "ocultação") é um rio do Hades onde quem bebesse de suas águas esquecia-se das vidas passadas. Logo, o Lete passou a simbolizar o esquecimento.
A sua localização no Mundo Inferior (Domínios de Hades) é contraditória. Em algumas versões, o Lete está nos Campos Elísios, seus habitantes ficariam no Paraíso por 1.000 anos até apagar-se tudo que havia de terreno neles; depois, bebendo das águas do Lete, esqueciam toda a sua vida e reencarnavam ou realizavam metempsicose (reencarnação, em seres da mesma espécie ou de outras). Em outras versões, o Lete ficava no campo dos Asfódelos no Mundo Inferior, um local de melancolia, onde os mortos não sofriam tormentos. Sua localização mais aceita é nos Campos Elísios.

### O rio Lete naDivina Comédia
A Divina Comédia, de Dante Alighieri, envolve tradições gregas pagãs e tradições católicas. Na segunda parte da obra, Purgatório, o Lete aparece como um rio de cujas águas os pecadores tinham de beber para apagarem da memória os seus pecados cometidos — e já apagados pelos castigos purificadores do Purgatório — e entrarem no Céu.